# Alfred Edward Moffat
Alfred Edward Moffat (Edimburgo, 4 dicembre 1863 – Londra, 6 giugno 1950) è stato un musicista, compositore e editore scozzese.

## Biografia
Alfred Edward Moffat nacque ad Edimburgo il 4 dicembre 1863.
Suo padre era John Moffat, un fotografo, e sua madre era Sophia Maria Knott; la sua famiglia era numerosa, dato che comprendeva otto figli.
Frequentò la Edinburgh Collegiate School, a Edimburgo, prima di trasferirsi a Berlino per studiare composizione musicale, per cinque anni, sotto la guida di Ludwig Bussler.
Terminati gli studi restò a Berlino per altri sei anni collaborando con  case editrici di musica tedesca.
Una volta rientrato nel Regno Unito, a Londra, verso la fine del 1890, si dedicò ad un importante lavoro di riscoperta dei violinisti britannici del tardo XVIII secolo e in generale dell'antica musica inglese.
Grazie al suo impegno e alla sua iniziativa, l'editore Vincent Novello pubblicò la collana di musica violinistica Old English Violin Music (Antica musica inglese per violino), diventata popolarissima, invece a Berlino pubblicò Meisterschule der Alten Zeit (Maestri dei tempi antichi).
Inoltre Moffat pubblicò numerosi arrangiamenti per voce e piano, quali The Minstrelsy of Scotland (duecento canzoni scozzesi); The Minstrelsy of Ireland (duecento canzoni irlandesi); The Minstrelsy of England (duecento canzoni inglesi); The Minstrelsy of Galles (duecento canzoni gallesi); 40 Highland Reels and Strathspeys; Songs and Dances of All Nations.
Una notevole importanza nella serie di pubblicazioni Minstrelsy of..., risiede nelle note storiche che accompagnano ogni canzone, scritte grazie alle sue ricerche bibliografiche originali, che evidenziano una grande conoscenza delle prime collezioni di musica stampate in Irlanda, Scozia, etc. La sua prefazione all'opera attribuisce i meriti per l'assistenza ricevuta da studiosi irlandesi come Patrick Weston Joyce, e da studiosi britannici come Frank Kidson di Leeds e John Glen di Edimburgo.
Moffat è stato anche membro della Corte degli assistenti della Royal Society of Musicians.
Durante la sua carriera Moffat compose cantate, duetti vocali, songs, musica strumentale, ma fu soprattutto ricordato per le sue revisioni e le sue raccolte di antica musica popolare.
Alfred Edward Moffat sposò Elise von Wessel, con la quale ebbe una figlia: Alice.
Alfred Edward Moffat morì a Londra, il 6 giugno 1950 all'età di ottantasei anni.

## Opere
- Meisterschule der Alten Zeit, quarantadue sonate per violino, diciotto sonate per violoncello, ventidue sonate per trio, e contiene composizioni inglesi per violino precedenti al XVIII secolo;
- 4 trio sonatas, di Henry Purcell, Georg Friedrich Händel e Jean-Marie Leclair;
- Kammersonaten, trentacinque sonate per violino;
- Old English Violin Music;
- French Violin Music of the 18th century, ventiquattro composizioni;
- English Music of the 18th century, trentacinque composizioni;
- Old Keyboard Music, con Harold Craxton;
- Volume di folk songs, ognuno contenente duecento canzoni con accompagnamento per pianoforte:
  - Minstrelsy of England;
  - Minstrelsy of Scotland;
  - Minstrelsy of Ireland;
  - Minstrelsy of Wales;
  - Minstrelsy of the Scottish Highlands;
  - Songs of the Georgian Period;
  - Characteristic Songs and Dances of all Nations;
  - A Garland of English Folk Songs;
  - Folk Songs of the North Countrie;
  - English Peasant Songs;
- Melodious Scotland, diciotto composizioni;
- Old Master Songs;
- Arrangiamenti vari per songs, duetti etc. di Purcell.